# Wąwolnica-Kolonia
Wąwolnica-Kolonia – część wsi Łąki, w Polsce położona w województwie lubelskim, w powiecie puławskim.
Do 2024 roku była to perferyjna część Wąwolnicy. Wraz z odzyskaniem statusu miasta przez Wąwolnicę 1 stycznia 2025 i określeniem granic miasta, Wąwolnica-Kolonia nie weszła w skład miasta, stając się częścią wsi Łąki.
Wierni Kościoła rzymskokatolickiego należą do parafii św. Wojciecha w Wąwolnicy.